# Phyllodesma
Genre
Phyllodesma est un genre de lépidoptères de la famille des Lasiocampidae.

## Liste des espèces
Ce genre comprend une dizaine d'espèces :
- Phyllodesma alice (John, 1909).
- Phyllodesma ambigua (Staudinger, 1901).
- Phyllodesma americana (Harris, 1841) – Papillon à épaulettes.
- Phyllodesma hyssarum (Zolotuhin et Dubatolov, 1992).
- Phyllodesma ilicifolia (Linnaeus, 1758) — la Feuille-morte de l'yeuse ou le Bombyx feuille de l'yeuse.
- Phyllodesma joannisi (Lajonquiere, 1963).
- Phyllodesma japonica (Leech, 1888).
- Phyllodesma jurii (Kostjuk, 1992).
- Phyllodesma kermesifolia (Lajonquière, 1960) — la Feuille-morte du kermès ou Feuille-morte de Lajonquière.
- Phyllodesma occidentis (Walker, 1855).
- Phyllodesma priapus (Lajonquière, 1963)
- Phyllodesma suberifolia (Duponchel, 1842) — la Feuille-morte du chêne-liège ou le Lasiocampe du liège.
- Phyllodesma tremulifolia (Hübner, 1810) — la Petite Feuille-morte ou Feuille-morte du tremble.